# Сергий (Тихомиров)
Митрополит Сергий (в миру Георгий Алексеевич Тихомиров; 3 (15) июня 1871 — 10 августа 1945) — епископ Русской православной церкви, Митрополит Токийский и Японский. Сподвижник архиепископа Николая Японского и его преемник на посту начальника духовной миссии в Японии; духовный писатель и церковный историк.

## Биография
Родился 3 июня 1871 года в селе Гузи Новгородского уезда Новгородской губернии (ныне Новгородская область), в семье протоиерея Алексея Тихомирова.
В 1886 году окончил Новгородское духовное училище, в 1892 году Новгородскую духовную семинарию и поступил в Санкт-Петербургскую духовную академию.
В 1895 году, обучаясь на IV курсе, принял монашеский постриг с именем Сергий в честь преподобного Сергия Радонежского, рукоположён в сан иеродиакона и иеромонаха.
В 1896 году окончил духовную академию со степенью кандидата богословия и с правом соискания степени магистра богословия без нового устного испытания. Вскоре был назначен инспектором Санкт-Петербургской духовной семинарии, а в 1899 году был возведён в сан архимандрита и определён быть её ректором.
В 1905 году удостоен степени магистра богословия и 15 октября того же года назначен ректором Санкт-Петербургской духовной академии.
31 октября 1905 года император утвердил всеподданнейший доклад Святейшего Синода о возведении ректора Санкт-Петербургской духовной академии в сан епископа Ямбургского, третьего викария Санкт-Петербургской епархии.
5 ноября того же года в зале заседаний Синода состоялось его наречение во епископа, которое совершили: митрополит Санкт-Петербургский Антоний (Вадковский), митрополит Московский Владимир (Богоявленский), архиепископ Тверской Алексий (Опоцкий), архиепископ Новгородский Гурий (Охотин) и епископ Калужский Вениамин (Муратовский).
6 ноября 1905 года в Троицком соборе Александро-Невской Лавры хиротонисан во епископа Ямбургского, викария Санкт-Петербургской епархии. Хиротонию совершили: митрополит Санкт-Петербургский Антоний (Вадковский), митрополит Московский Владимир (Богоявленский), архиепископ Тверской Алексий (Опоцкий), архиепископ Новгородский Гурий (Охотин) и архиепископ Финляндский Сергий (Страгородский).
После того как епископ Андроник (Никольский) был вынужден отказаться от поста помощника начальника Российской духовной миссии в Японии, Святейший Синод избрал епископа Сергия для этого служения.
21 марта 1908 года назначен епископом Киотским, викарием Токийской кафедры, и прибыл в Токио в июне 1908 года.
Епископ имел способности к языкам — он уже владел греческим, латинским, древнееврейским, английским, французским и немецким, — и быстро осваивал японский во время ознакомительных поездок по Японии. Мягкий и скромный, епископ Сергий был верным помощником архиепископа Николая, до самой его смерти. Они с равноапостольным Николаем одинаково смотрели на миссионерское дело в Японии. Современники вспоминают, что владыка Сергий был одним из немногих русских, к мнению и словам которого прислушивался архиепископ Николай.
Поездки епископа Сергия на Южный Сахалин, аннексированный Японией после поражения России в Русско-Японской войне 1904—1905 года, сыграли важную роль в возвращении православных храмов, конфискованных японскими войсками, местным верующим.
В качестве представителя Японской Миссии епископ Сергий принял участие в Миссионерском Съезде Русской Православной Церкви который проходил в Иркутске с 5 по 18 августа 1910 года, после чего провёл четыре месяца в поездках по России.
После кончины архиепископа Николая 3 февраля 1912 года, епископ Сергий принял на себя руководство миссией — с 19 мая 1912 года он стал епископом Токийским и Японским.
В 1917 году Японская Миссия потеряла финансовую поддержку из России. Епископ Сергий неоднократно предпринимал поездки по Дальнему Востоку для сбора средств среди Белого движения и позже белой эмиграции на поддержание Миссии.
Награждён орденами св. Анны II (1902) и I (1913) степени, св. Владимира IV степени (1905), сербским св. Саввы I степени(1908).
1 мая 1921 года возведён в сан архиепископа.
В том же году в ведение владыки Сергия перешла Русская Духовная Миссия в Корее.
1 сентября 1923 года великое землетрясение Канто и последовавшие за ним пожары сильно повредили Воскресенский кафедральный собор в Токио и уничтожили большую часть зданий штаб-квартиры духовной миссии в квартале Суругадай. Архиепископ Сергий предпринял множество поездок по Японии и Дальнему Востоку, взывая к помощи и вдохновляя верующих на жертвенное служение Церкви. В результате его трудов Японская Церковь смогла восстановить Токийский собор уже в 1929 году. Большую помощь в восстановлении собора и правого хора владыке сделал эмигрант из России, регент и переводчик Виктор Александрович Покровский, с которым Архиепископ Сергий познакомился в Харбине.
После издания «Декларации» заместителя патриаршего местоблюстителя митрополита Сергия (Страгородского) 1927 года в отличие от большинства зарубежных архиереев, остался приверженцем Московской Патриархии.
2 апреля 1931 года указом Заместителя Местоблюстителя Патриаршего Престола митрополита Сергия (Страгородского) возведён в сан митрополита.
4 сентября 1940 года митрополит Сергий под давлением японских властей, запретивших неяпонцам возглавлять религиозные организации, вынужден был уйти на покой, передав временное управление делами Церкви мирянину Арсению Ивасава, пользовавшемуся доверием военных кругов Японии.
С сентября 1940 по январь 1941 года митрополит Сергий продолжал жить в архиерейском доме Миссии. Православные японцы просили его быть советником в церковных делах. Но после начавшихся внутри клира Церкви противоречий, распрей и растущей вражды митрополит Сергий вынужден был переехать в бывший миссийский дом Англиканской Церкви в токийском районе Сэтагая. Там он устроил молитвенное помещение и продолжал служить для русских и немногочисленных японских верующих, окормляя более четырёх тысяч человек и совершая богослужения один — без священника и диакона.
В апреле 1945 года митрополит Сергий (Тихомиров) был арестован по подозрению в шпионаже в пользу СССР и подвергнут пыткам. Сорокадневное заключение подорвало здоровье 74 — летнего владыки Сергия. 10 августа 1945 года, на следующий день после атомной бомбардировки Нагасаки, скончался в одиночестве в маленькой квартирке в районе Итабаси, на окраине Токио.
Его похороны проходили в единственном здании центрального квартала Токио, уцелевшем от американских бомбардировок и пожаров — соборе Николай-До. Митрополит Сергий был погребён на кладбище Янака рядом с могилой святителя Николая Японского.